# Sätra SK
Sätra SK är en fotbollsklubb från sydvästra Stockholm med representationslag i division 1. Klubben bildades i oktober 1967 som Sätrahöjdens SK i den då nybyggda stadsdelen, innan namnet ändrades några månader senare.  10 år efter bildandet hade klubben blivit en renodlad bandy- och fotbollsklubb. Sedan tidigt 1980-tal är klubben helt inriktad på dam- och flickfotboll. Sätra SK är en av Stockholm och Sveriges äldsta flick- och damfotbollsklubbar. damlaget startades 1969 och har spelat tre säsonger i Sveriges högsta division under perioden 1978-1980.
Med en satsning i början av 2000-talet så lyckades laget kvalificera sig för spel i division 1 (divisionen under Allsvenskan) säsongen 2002. Trots ett stort antal bra matcher, lyckades laget inte hålla sig kvar i serien, det blev en ettårig vistelse den gången. Klubben har sedan dess varit nära att åter igen kvala in sig i Sveriges näst högsta division (Elitettan) genom flera topplaceringar i division 1 (under perioden 2015-2021 spelade Sätra SK sju säsonger i division 1) .    
Föreningen har även barn- och ungdomslag från det år flickorna fyller 5 år.
Klubben har även blivit utmärkt i flera sammanhang för sina engagemang för integration. Hemmaplan och klubbhus ligger vid Sätra Bollplan och upptagningsområde är den röda T-banelinjens södra sträckning - söder om Södermalm.

### Fotnoter
1. ↑  Jimmy Lindahl (7 juni 2004). ”Maratontabell för högsta damserien 1978-2003”. Bolletinen. http://www.bolletinen.se/sfs/pdf/stat_d_maraton_1978_2003_maratontab_f_hogsta_damserien.pdf. Läst 14 oktober 2013.